# Gare de Mervans
Gare de Mervans vasútállomás Franciaországban, Mervans településen.

## Vasútvonalak
Az állomást az alábbi vasútvonalak érintik:
- Dijon-Ville-Saint-Amour-vasútvonal

## Kapcsolódó állomások
A vasútállomáshoz az alábbi állomások vannak a legközelebb:
- Gare de Seurre
- Gare de Louhans